# Серіа (родовище)
Серіа — нафтове родовище у Брунеї, гігантське нафтове поле.
Входить у Саравакський нафтогазоносний басейн. Запаси 140 млн т. Глибина залягання 250…2700 м. Експлуатується 375 свердловин. Річний видобуток 1.3 млн т нафти.

## Історія відкриття
Згідно з переказом, нафтове родовище було відкрите випадково. Наприкінці 1926 року два співробітники нафтових компаній їхали велосипедом з Куала-Белайт до свого колеги, швейцарського геофізика Штрауба, що мешкав у Лумуті. Біля річки Серіа (малай. Sungai Seria) вони зупинилися перепочити й відчули запах сірководню. Приїхавши до геофізика, вони порадили йому провести дослідження в тому районі.
Ця історія широко розійшлася в друкованих виданнях і навіть у підручниках, утім технічний звіт за 1925 рік показує, що Штрауб і сам відчув цей запах під час досліджень в окрузі Белайт, причому встановив морське походження запаху, але не мав тоді змоги вийти в море та перевірити. У 1927 він розпочав дослідження в районі річки Серіа, де також було виявлено сліди природного газу. На початку 1928 року було пробурено дві пробні свердловини, перша з яких виявила поклади газу, а друга в квітні 1928 року — й нафти.

## Видобування

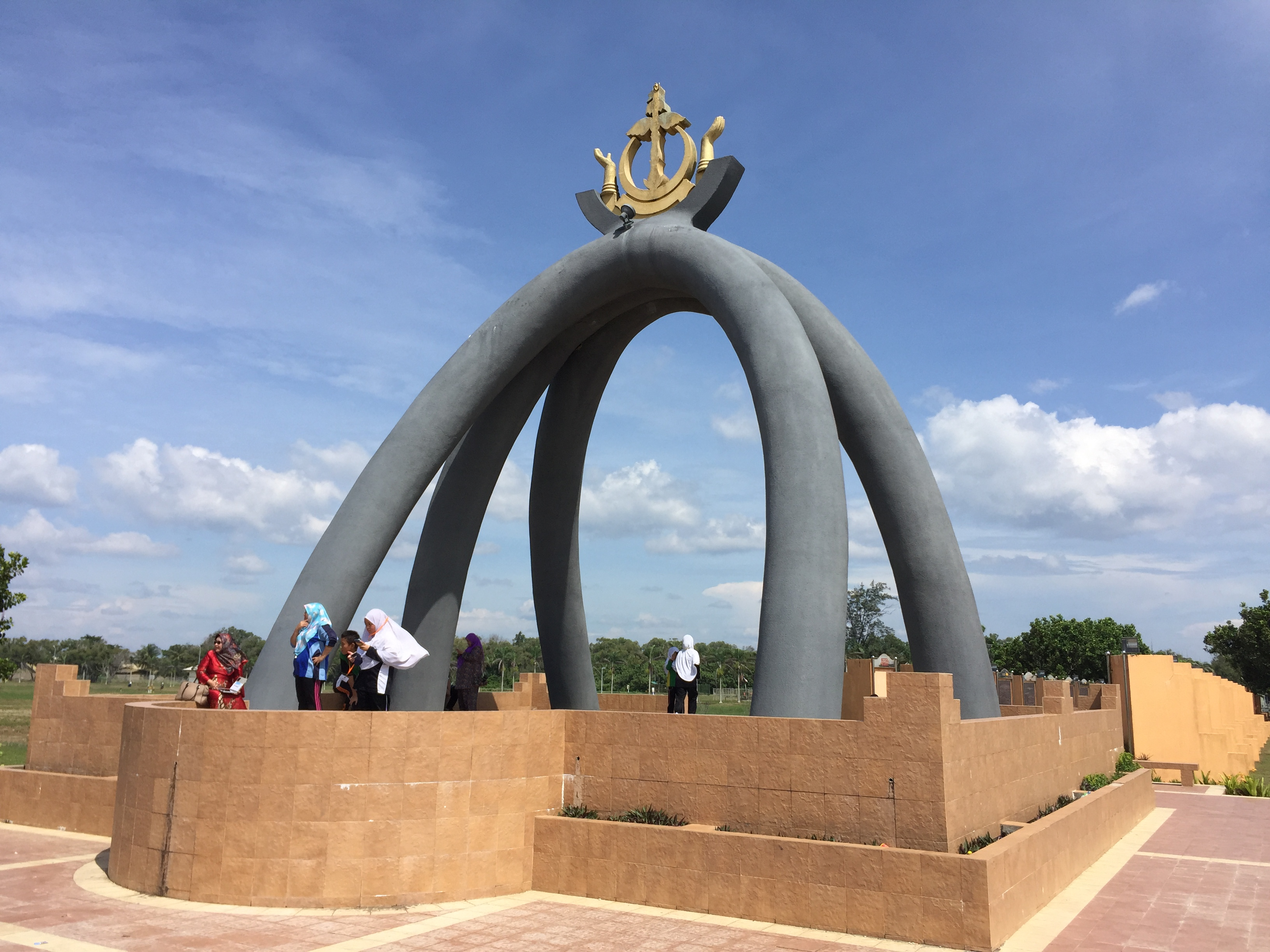
Пам'ятний знак на честь видобутку мільйонного барелю нафти в Серіа

Спочатку видобувалася важка нафта з показниками 20° API, 940 кг/м³. До 1936 року існувало вже 77 свердловин, звідки видобувалося близько 1600 м³ на день. Станому на 1941 існувало 158 сверловин, а видобуток досяг 2700 м³ на день, частину з якого складала легка нафта з показниками 38° API, 835 кг/м³. Після Другої світової війни розроблялися переважно поклади легкої нафти. У 1955 році були побудовані перші платформи в морі, а 1956 року видобуток склав рекордні 18780 м³ нафти на день. У 1958 працювало вже 500 свердловин.
З кінця 1950-х вихід нафти впав. Зростання цін на нафту в 1970-х призвело до збільшення розробок, але нове падіння цін у 1980-х припинило їх. На початок 1991 року родовище виробило 1 мільйон барелів нафти (159 мільйонів м³). Станом на 1996 рік у родовищі було пробурено 774 свердловини, 307 з яких працювали.
У 2004 році компанія «Brunei Shell Petroleum» виявила на північній межі нафтового поля ще одну групу покладів, яку оцінили в 100 мільйонів барелів. Для видобування цієї нафти розробили спеціальну технологію буріння «знизу», щоб дістатися нафти в обхід непроникної породи, що залягає зверху. Станом на 2010 рік було пробурено 15 таких «гачкових» свердловин, які дозволяють видобувати нафту в морі з берега.